# Ternosecco
Ternosecco è un film del 1987, diretto da Giancarlo Giannini con Victoria Abril e Lino Troisi.

## Trama
In una calda notte d'estate, Raffaele, l'anziano gestore di un banco-lotto napoletano, viene brutalmente strangolato nel proprio alloggio. Al piano di sopra abita la figlia Brigida con il marito Domenico Aniello "Capatosta", Mimì per gli intimi, famoso per saper tradurre i sogni in numeri da giocare. La polizia accusa lui del delitto e Mimì si ritrova in carcere, mentre della giovane donna si occupa l'avvocato Parente. In carcere, Mimì diventa il beniamino di don Salvatore, un potente camorrista, che in galera vive con ogni comodità. Il boss prende in simpatia Domenico, lo promuove ad assaggiatore dei cibi, ma soprattutto è affascinato dalla sua capacità di interpretare i sogni e di azzeccare numeri in previsione di azioni criminali da compiere.
Mentre la moglie di Mimì è diventata l'amante di Parente, due uomini in città vengono uccisi per ordine del prigioniero di Poggioreale. Gli altri soci lo temono e vorrebbero impadronirsi delle compromettenti carte che don Salvatore conserva in cassaforte a casa. Poi, per completare le proprie vendette, don Salvatore riesce a fare uscire Mimì per spiare e impaurire i soci, implicati in diversi affari illegali.
Morto avvelenato don Salvatore, Mimì inutilmente cerca le carte del defunto, che però non si trovano. Uno ad uno i soci del gruppo, i grossi capi della camorra locale perdono la vita, chi per naufragio, chi per uno scoppio vicino ad un cantiere edilizio per terremotati, chi nella grande cella frigorifera dell'istituto di orfanelle. Lo scontro finale è con Parente, il superstite della banda, che riceve da Mimì le famose carte, fin qui da questi occultate, ma che viene ucciso dalla moglie del giovanotto, nel momento in cui essa apprende dalle labbra del marito che fu proprio Parente ad uccidere papà Raffaele. Mimì però si autoaccusa della sparatoria e si consegna al carcere, dove ritorna più riverito e rispettato di prima.